# Хуанши
Хуанши (кит. спр. 黄石市, піньїнь: Huángshí Shì) — місто-округ у центральнокитайській провінції Хубей.

## Географія
Хуанши розташовується у східній частині провінції, лежить на річці Янцзи.

### Клімат
Місто знаходиться у зоні, котра характеризується вологим субтропічним кліматом. Найтепліший місяць — липень із середньою температурою 29.1 °C (84.4 °F). Найхолодніший місяць — січень, із середньою температурою 4.3 °С (39.7 °F).
| Клімат Хуанши           | Клімат Хуанши | Клімат Хуанши | Клімат Хуанши | Клімат Хуанши | Клімат Хуанши | Клімат Хуанши | Клімат Хуанши | Клімат Хуанши | Клімат Хуанши | Клімат Хуанши | Клімат Хуанши | Клімат Хуанши | Клімат Хуанши |
| Показник                | Січ.          | Лют.          | Бер.          | Квіт.         | Трав.         | Черв.         | Лип.          | Серп.         | Вер.          | Жовт.         | Лист.         | Груд.         | Рік           |
| Середня температура, °C | 4,3           | 5,9           | 10,5          | 16,7          | 22            | 25,6          | 29,1          | 28,8          | 23,9          | 18,4          | 12,2          | 6,3           | 17            |
| Норма опадів, мм        | 45.1          | 68.4          | 114.9         | 167.9         | 191.6         | 250.6         | 159.5         | 145.3         | 93            | 81.1          | 65.1          | 38.3          | 1420.8        |
| Днів з опадами          | 10,7          | 11,9          | 15,4          | 15,9          | 14,7          | 12,7          | 10,3          | 9,3           | 9,5           | 10,7          | 10,8          | 9,7           | 141,6         |
| Вологість повітря, %    | 74.7          | 76.7          | 78.8          | 79.8          | 78.4          | 79.5          | 78.4          | 77.6          | 78            | 76.9          | 75.5          | 72.8          | 77.3          |
| ----------------------- | ------------- | ------------- | ------------- | ------------- | ------------- | ------------- | ------------- | ------------- | ------------- | ------------- | ------------- | ------------- | ------------- |
| Джерело: Weatherbase    |               |               |               |               |               |               |               |               |               |               |               |               |               |

## Адміністративний поділ
Міський округ поділяється на 4 райони, 1 місто та 1 повіт:
| Карта                                                      | Карта     | Карта    | Карта            |
| ---------------------------------------------------------- | --------- | -------- | ---------------- |
| Дає Янсінь ① ② ③ ④ ① Тєшань ② Сялу ③ Хуаншиган ④ Сісайшань |           |          |                  |
| Статус                                                     | Назва     | Оригінал | Населення (2020) |
| Район                                                      | Тєшань    | 铁山区   | 41 907           |
| Район                                                      | Сісайшань | 西塞山区 | 197 217          |
| Район                                                      | Сялу      | 下陆区   | 215 181          |
| Район                                                      | Хуаншиган | 黄石港区 | 241 589          |
| Місто                                                      | Дає       | 大冶市   | 871 214          |
| Повіт                                                      | Янсінь    | 阳新县   | 901 971          |